# André van Gerven

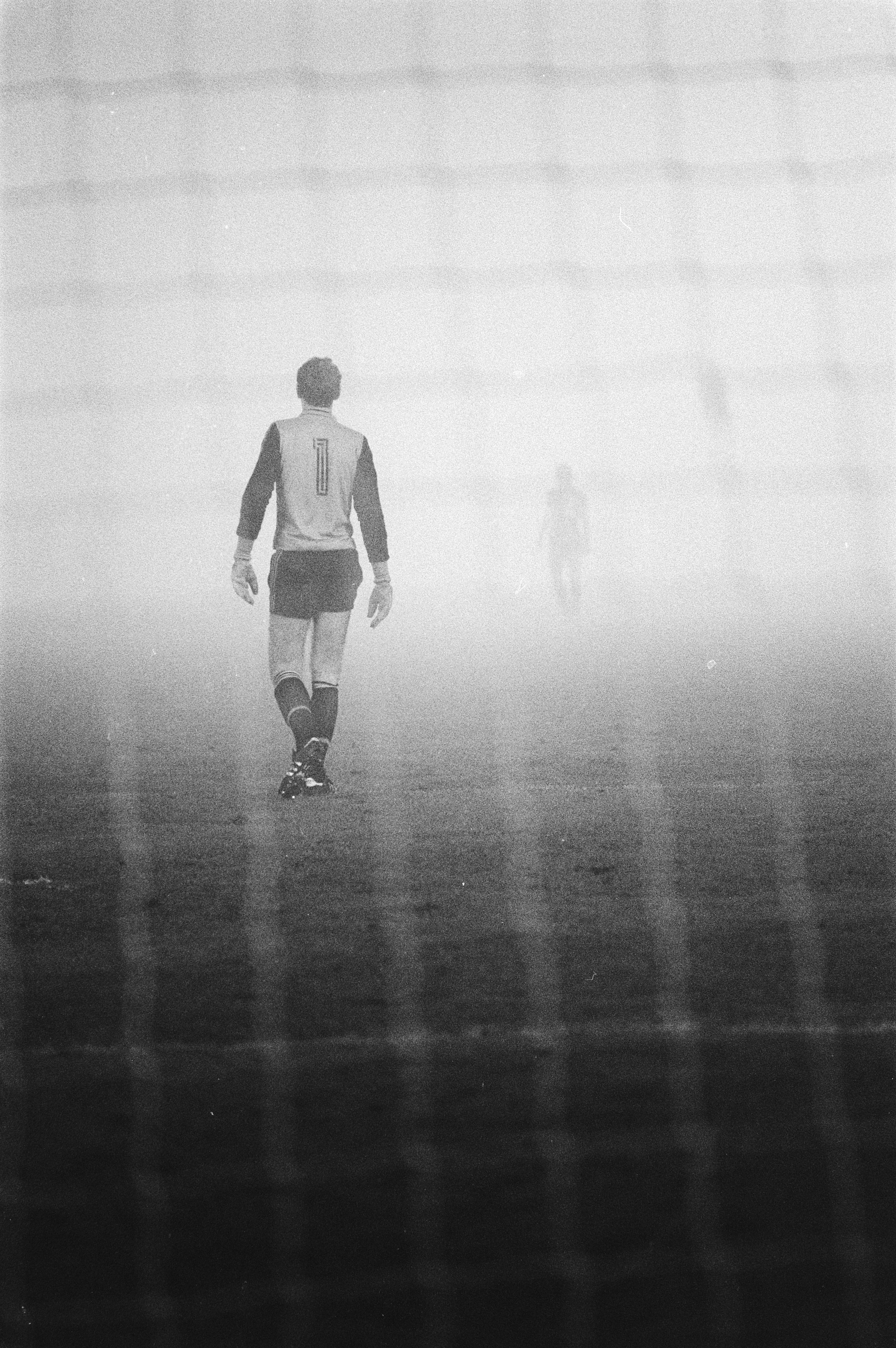
Van Gerven tijdens FC Twente - Ajax in oktober 1979. De wedstrijd werd gestaakt wegens mist.

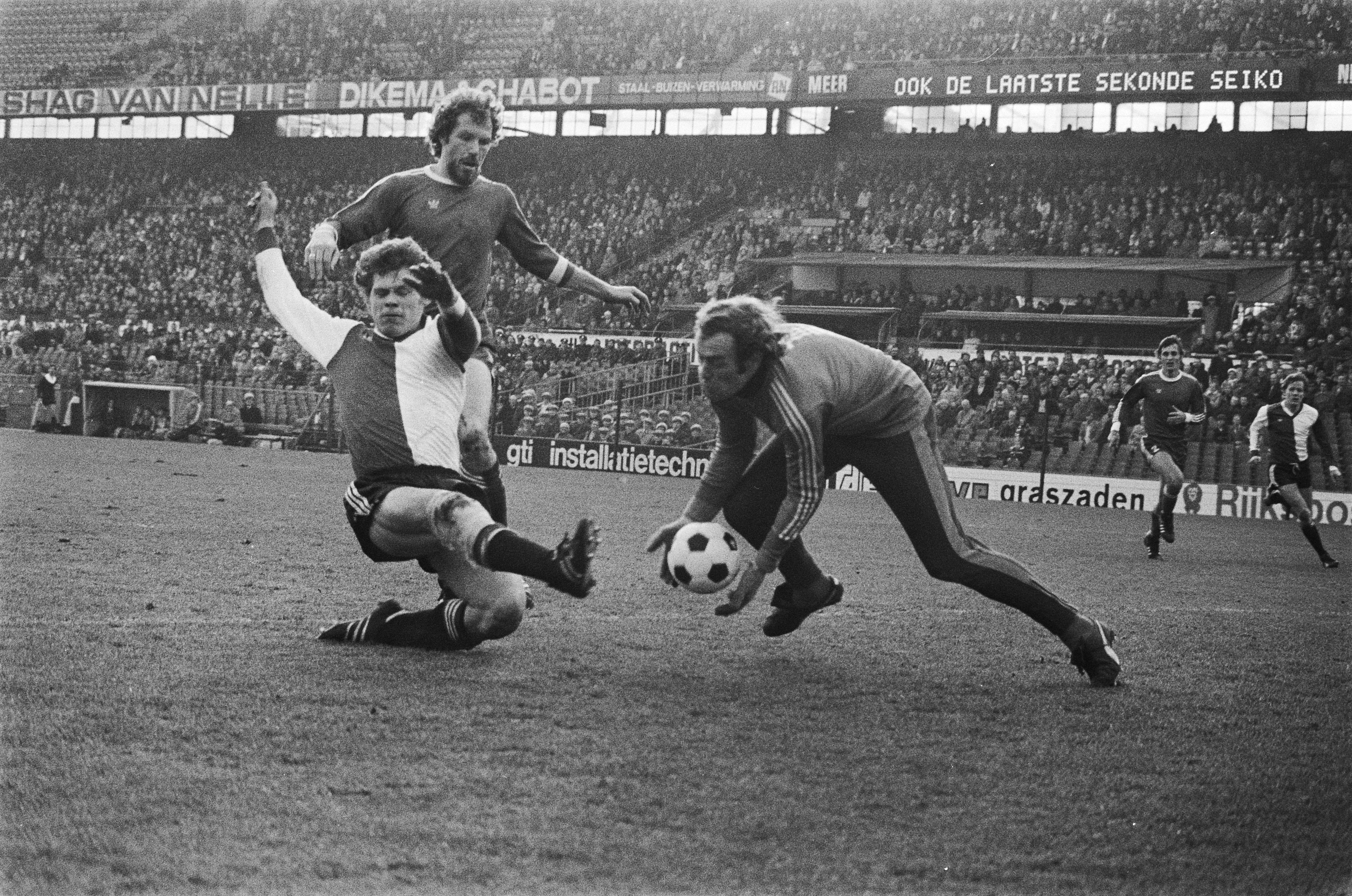
Van Gerven in actie in de wedstrijd Feyenoord - FC Twente (januari 1978)

André van Gerven (Valkenswaard, 6 oktober 1952) is een Nederlands voormalig voetballer. Als doelverdediger was hij onder meer in dienst van PSV en FC Twente. Een keer haalde hij de selectie van het Nederlands Elftal; in 1981 zat hij bij een wedstrijd tegen België op de reservebank.

## Loopbaan
Van Gerven begon zijn voetballoopbaan in de jeugd van KVV Hamontlo toen hij tien jaar werd en geraakte op zestien in de eerste ploeg.
PSV nam hem voor een jaar als vierde doelman maar André ging na een jaar terug naar Hamontlo dat hem meteen een seizoen uitleende aan Blauw-Wit. Na dat seizoen kocht PSV hem over van Hamontlo en werd dan tweede doelman achter Jan van Beveren. In december 1976 verhuisde hij op voorspraak van trainer Spitz Kohn naar FC Twente om als opvolger van de vertrokken Volkmar Gross om eerste keeper te worden.
Van Gerven speelde voor de Enschedeërs verschillende Europacup-wedstrijden. In 1977 won hij met zijn club de KNVB beker. In 1978 zat hij bij de selectie van laatste veertig spelers voor het WK in Argentinië. Hij viel echter af voor de definitieve selectie.
Nadat Van Gerven bij FC Twente uit de basis was verdrongen door de jonge talentvolle Theo Snelders, verhuisde hij in november 1983 op huurbasis naar Fortuna Sittard. De Limburgse club nam hem met ingang van seizoen 1984/85 definitief over van FC Twente. In 1987 stopte Van Gerven met het betaalde voetbal. Hij speelde vervolgens nog geruime tijd op amateurniveau.
Na zijn actieve loopbaan was Van Gerven keeperstrainer, onder andere bij PSV. Ook was hij fulltime scout bij PSV. In oktober 2011 werd hij aangesteld als trainer van de Belgische vierdeklasser Overpeltse VV.

## Clubstatistieken
| Seizoen | Club            | Competitie | Duels | Goals |
| ------- | --------------- | ---------- | ----- | ----- |
| 1973/74 | PSV             | Eredivisie | 1     | 0     |
| 1974/75 | PSV             | Eredivisie | 23    | 0     |
| 1975/76 | PSV             | Eredivisie | 5     | 0     |
| 1976/77 | PSV             | Eredivisie | 6     | 0     |
| 1976/77 | FC Twente       | Eredivisie | 18    | 0     |
| 1977/78 | FC Twente       | Eredivisie | 34    | 0     |
| 1978/79 | FC Twente       | Eredivisie | 24    | 0     |
| 1979/80 | FC Twente       | Eredivisie | 27    | 0     |
| 1980/81 | FC Twente       | Eredivisie | 30    | 0     |
| 1981/82 | FC Twente       | Eredivisie | 19    | 0     |
| 1982/83 | FC Twente       | Eredivisie | 18    | 0     |
| 1983/84 | Fortuna Sittard | Eredivisie |       | 0     |
| 1984/85 | Fortuna Sittard | Eredivisie |       | 0     |
| 1985/86 | Fortuna Sittard | Eredivisie |       | 0     |
| 1986/87 | Fortuna Sittard | Eredivisie |       | 0     |